# 風の七人
『風の七人』（かぜのしちにん）は、山田正紀による日本の長編時代小説。『小説現代』（講談社）に、昭和56年（1981年）12月号から昭和57年（1982年）2月号まで掲載された。山田にとって初の長編時代小説である。山田の時代小説にはSF的な要素を含んだ作品が少なくないが、本作では才蔵や佐助の使う忍術や七宝の幻術などの超人的な技術が描かれるものの、人外や地球外の存在などは登場しない。

## あらすじ
時は戦国の世。関ヶ原の戦いが徳川家康の勝利に終わり、世情がようやく静まったかに見えたものの、再び徳川と大坂との間の戦の噂できな臭くなってきたころ、きりの才蔵はかつて共に真田幸村の下に仕えていたましらの佐助と再会した。佐助が言うには、柬埔寨（カンボジア）に一緒に渡って、そこに巣食う日本人の浪人集団を退治しようという。真田幸村は浪人達に手を焼く暹羅（シャム）の王に恩を売り、徳川方との戦に敗れた際に豊臣秀頼をそこに落ち延びさせる腹積もりだというのだ。しかし、この話を受けた裏には莫大な金を得る算段があると見抜いた怪老人・七宝が、自らが軍師となってこの計画に乗り出した。
かくして七宝坊主の集めた7人、 軍師1人、忍び2人、槍働き3人、当地の道案内1人、が浪人の砦を落とすべく、柬埔寨へ向けて船出をした。待ち受けるのは、名将・天竜とその弟・水竜と地竜の3兄弟に率いられた50人あまりの浪人集団。東南アジアの柬埔寨の地で日本人同士が相争う、血戦が繰り広げられる。

## 登場人物
きりの才蔵（きりのさいぞう）
凄腕の忍び。かつては真田幸村に仕えていたが、現在は主を持たぬ浪々の身。鍛え抜かれた身体をしており、精悍な顔に子どもめいた光を宿した愛嬌のある男。様々な人を観察する「人道楽」を趣味とする。
ましらの佐助（ましらのさすけ）
真田幸村に仕える凄腕の忍び。幸村に心酔している。忍びとしての己の技量に絶対の自信を持ち、その技を使うことに無上の喜びを感じている。
裏切り陣内（うらぎりじんない）
怪力無双の荒武者。毛むくじゃらの大男で、人懐こくて愛嬌のある人物。普段は光源氏と藤壺の一人二役を演じて『源氏物語』を語って聞かせる芸で口を糊している。
戦場では見事な働きぶりを見せるのだが、それを主君に賞されたり眼をかけられたりすると、どういう訳か利かん気が湧き上がって相手を怒らせてしまい、その度に奉公をしくじってきた。そのようなことを繰り返す内に「裏切り」という異名をつけられるようになる。
群青（ぐんじょう）、緑青（ろくしょう）
双生児の兄弟剣士。兄の群青は濃い青色の糸で髪を束ね、弟の緑青は緑の糸で髪を束ねている。肌の浅黒い、まだ17、8歳の少年たちで、濃い紅梅を散らした袖無し羽織に、秋の野に摺りづくしの小袖を着ている。群青は右利きで緑青は左利き。1人ずつの腕前は、せいぜい中の上程度だが、2人で共に戦う時は二振りの刀を1人の人間が操るがごとき技の冴えを見せ、その絶妙な連携による攻撃は誰にも防ぎ得ない。
さら
年齢は17、8歳の、浅黒い肌をした野性的な美しさを持つ少女。柬埔寨の日本人と暹羅の女との間に産まれた混血児。かつて七宝に拾われ日本に連れて来られた過去があり、柬埔寨の地の道案内を務めることになる。戦国の修羅の世を作り出した“男”という生き物を憎んでいる。
本名は「あぷさらす」。東南アジアの女神「アプサラス」にちなんで母親から付けられた名である。
七宝坊主（しっぽうぼうず）
謎めいた怪僧。年齢70代から80代かそれ以上と見える、色の黒い干からびた老人。普段は公界者がたむろする無縁寺の世話をし、昼間は往来で地獄・極楽図の絵解きをして日銭を稼いで暮らしている。才蔵をも手玉に取るほどの幻術の使い手であり、佐助ですらその気配を感じさせないほどの忍びの術の達者でもある。
それまで世の権力者が手を出さなかった公界者の棲家である無縁寺を、この世から排除しようとする徳川家康の治世に反発し、柬埔寨の浪人集団を打ち破って、得た金で公界衆による新たな天地を作ろうと思い立つ。
その正体は戦国の世に暗躍した大忍者・果心居士。

### 柬埔寨の浪人衆
天竜
柬埔寨王家に雇われた浪人集団の長。50歳近い、温容な丸顔に、布袋のように突き出た腹をした男。世が違えば、一国の主ともいうべき器量の持ち主と謳われ、多くの者に慕われている。
水竜
天竜の弟。坊主頭の、海坊主のような大男。射撃の名手で、スナップ・ハンス式の鉄砲の銃身を幾つも束ねた連発銃を使う。この連発銃は、重すぎるために常人であればろくに取り回すことも出来ないが、水竜は自在に使いこなす。
地竜
天竜・水竜の末弟。2人の兄と違い、小柄な体躯の剽悍な若者。長さ8尺（約2m40cm）あまりの皮の鞭を両手に2本持ち、自在に操る。
柬埔寨七本槍
天竜配下の浪人。7人で一丸となって敵陣に斬り込む様を賞賛される、勇猛果敢な武士たち。

### その他
仁左衛門
暹羅（シャムロ）の王都・アユチヤの日本人町頭領・尼子純広に仕える物頭。柬埔寨に砦を築く日本人浪人集団討伐の依頼を日本に持ち込む。後の山田長政。
宮本武蔵（みやもと むさし）
美作国宮本村に生まれた兵法者。師の仇とつけ狙う吉岡一門を銀2枚で群青・緑青兄弟を雇って斃させ、その際に2人が見せた連携の剣技から二刀流の着想を得る。
真田幸村（さなだ ゆきむら）
ましらの佐助の主。智将と謳われた武将だが、紀州九度山に配流の身となっている。

## 刊行本
- 講談社 1982年5月刊 ISBN 4-06-119119-5
- 講談社文庫 1984年11月刊 ISBN 4-06-183379-0